# Daynellis Montejo

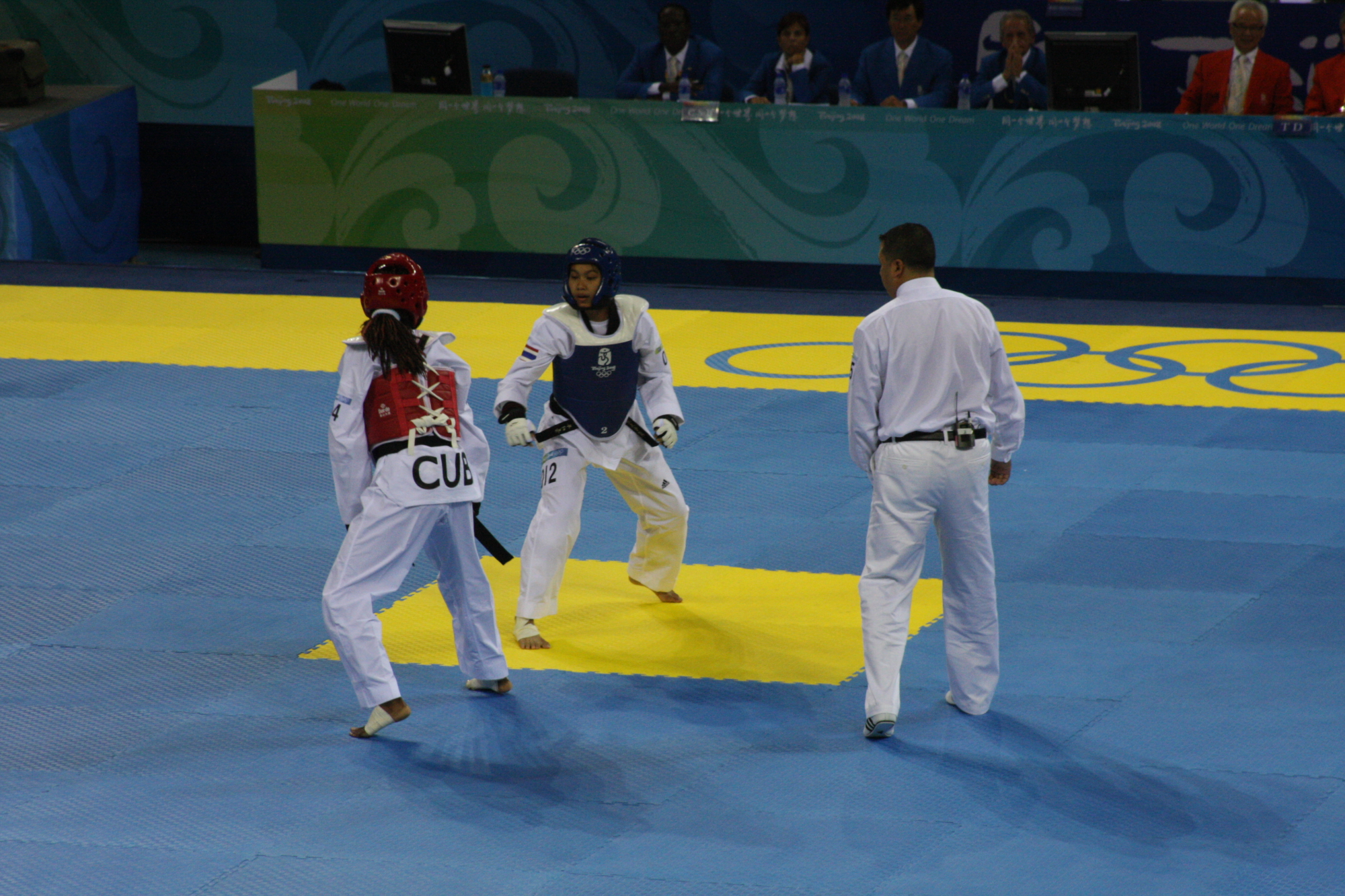

Daynellis Montejo född 8 november 1984, är en kubansk taekwondoutövare som vunnit två bronsmedaljer; först vann hon en bronsmedalj i världsmästerskapen i taekwondo i Madrid och sedan tog hon OS-brons i flugviktsklassen i samband med de olympiska taekwondo-turneringarna 2008 i Peking.